# نورث ريدينغتون بيتش
نورث ريدينغتون بيتش (بالإنجليزية: North Redington Beach)‏ هي مدينة أمريكية تقع في ولاية فلوريدا. تبلغ مساحة هذه المدينة 2.7 (كم²)،ويبلغ عدد سكانها 1417 نسمة حسب إحصاء سنة 2010 م 1417.تشير إحصاءات سنة 2000م بأن الكثافة السكانية في هذه المدينة تقدر بـ(auto) نسمة/كم2 